# Herman IV de Suàbia
Herman IV († 1038) fou duc de Suàbia de 1030 a 1038. Era el segon fill d'Ernest I de Suàbia i de Gisela. Era igualment un membre de la família dels Babenberg.
Herman va esdevenir duc el 1030 de resultes de la mort del seu germà gran Ernest II de Suàbia. En aquell moment, era encara un adolescent.
Set anys més tard, el gener de 1037, el seu sogre, l'Emperador Conrad II el va casar amb Adelaida de Susa, la marquesa de Torí. El juliol de l'any següent mentre que estava en campanya amb Conrad a la Itàlia del sud, va ser colpit per una epidèmia prop de Nàpols i va morir.
Conrad va transferir llavors el govern del ducat al seu fill Enric III, mentre que Adelaida de Susa es va casar de nou a Enric, marquès de Montferrat.
| 909 | 909       | 911       | 911 | 915 | 915       | 917       | 917        | 926        | 926      | 950      | 950    | 954    | 954         | 973         | 973   | 982   | 982      | 997      | 997 |
|     | Burcard I | Burcard I | —   | —   | Erchanger | Erchanger | Burcard II | Burcard II | Herman I | Herman I | Ludolf | Ludolf | Burcard III | Burcard III | Otó I | Otó I | Conrad I | Conrad I |     |

| 997 | 997       | 1003      | 1003       | 1012       | 1012     | 1015     | 1015      | 1030      | 1030      | 1038      | 1038      | 1045      | 1045   | 1048   | 1048    | 1057    | 1057   | 1079   | 1079 |
|     | Herman II | Herman II | Herman III | Herman III | Ernest I | Ernest I | Ernest II | Ernest II | Herman IV | Herman IV | Enric III | Enric III | Otó II | Otó II | Otó III | Otó III | Rodolf | Rodolf |      |

| 1079 | 1079       | 1105       | 1105        | 1147        | 1147         | 1152         | 1152        | 1167        | 1167       | 1170       | 1170 |
|      | Frederic I | Frederic I | Frederic II | Frederic II | Frederic III | Frederic III | Frederic IV | Frederic IV | Frederic V | Frederic V |      |

| 1170 | 1170        | 1191        | 1191      | 1196      | 1196    | 1208    | 1208   | 1212   | 1212         | 1216         | 1216     | 1235     | 1235      | 1254      | 1254     | 1268     | 1268 |
|      | Frederic VI | Frederic VI | Conrad II | Conrad II | Felip I | Felip I | Otó IV | Otó IV | Frederic VII | Frederic VII | Enric II | Enric II | Conrad IV | Conrad IV | Conrad V | Conrad V |      |

| #90cfcf Bucàrdides (blau fosc) — | #afffff Otonians (blau clar) — | #90ee90 Conradians (verd clar) — | #bfcf90 Babenberg (verd fosc) — | #ffff90 Hohenstaufen (groc) |